# Tom Jobim
Antônio Carlos Brasileiro de Almeida Jobim (Rio de Janeiro, 25 de janeiro de 1927 – Nova Iorque, 8 de dezembro de 1994), mais conhecido pelo seu nome artístico Tom Jobim, foi um compositor, pianista, violonista, arranjador, Flautista e cantor brasileiro. Considerado um dos grandes expoentes da música brasileira, Jobim internacionalizou a bossa nova e, com a ajuda de importantes artistas estadunidenses, fundiu-a com o jazz nos anos 1960 para criar uma nova sonoridade, de sucesso popular. Por isso, às vezes é conhecido como o "pai da bossa nova".
Suas canções foram executadas por muitos cantores e instrumentistas internacionalmente desde o início da década de 1960. Em 1965, o álbum Getz/Gilberto foi o primeiro disco de jazz a ganhar o prêmio Grammy de Álbum do Ano. Ele também ganhou o prêmio nas categorias de Melhor Álbum Instrumental de Jazz e de Álbum Melhor Produzido. O single do álbum "Garota de Ipanema", composta por Jobim, tornou-se uma das canções mais gravadas de todos os tempos e o álbum ganhou o prêmio de Gravação do Ano. 
Jobim compôs muitas canções que hoje fazem parte dos repertórios clássicos do jazz e do pop. "Garota de Ipanema" já foi gravada mais de 240 vezes por outros artistas. Seu álbum de 1967 com Frank Sinatra, Francis Albert Sinatra e Antônio Carlos Jobim, foi indicado para Álbum do Ano em 1968.
Em levantamento de 2022, produzido pelo ECAD, Tom tem 8 das 15 músicas brasileiras mais regravadas da história, contando canções solo ou em parceria, sendo a mais regravada Garota de Ipanema, que fez em parceria com Vinicius de Moraes.

## Juventude
Antônio Carlos Jobim nasceu na Rua Conde de Bonfim, 634, no bairro da Tijuca, no Rio de Janeiro. Seu pai, Jorge de Oliveira Jobim (São Gabriel, Rio Grande do Sul; 1889–1935), foi escritor, diplomata, professor e jornalista. Ele veio de uma família proeminente, sendo sobrinho-neto de José Martins da Cruz Jobim, senador, conselheiro particular e médico do imperador Dom Pedro II. Sua mãe, Nilza Brasileiro de Almeida (c. 1910–1989), era parcialmente descendente de indígenas do Nordeste do Brasil. Brasileira de Almeida tinha apenas 16 anos quando deu à luz Antônio Carlos Jobim em sua casa na Tijuca, na Rua Conde de Bonfim. Enquanto estudava medicina na Europa, José Martins acrescentou Jobim ao sobrenome, em homenagem à vila de onde veio sua família em Portugal, a freguesia de Santa Cruz de Jovim do município de Gondomar, na Área Metropolitana do Porto.
Quando Antônio ainda era bebê, seus pais se separaram e sua mãe mudou-se com os filhos (Antônio Carlos e sua irmã Helena Isaura, nascidos em 23 de fevereiro de 1931) para Ipanema, bairro litorâneo que o compositor mais tarde celebraria em suas canções. Em 1935, com a morte do pai Jobim, Nilza casou-se com Celso da Frota Pessoa (falecido em 2 de fevereiro de 1979), que incentivaria a carreira do enteado. Foi ele quem deu a Jobim seu primeiro piano e quem o incentivou a seguir a música. Em entrevista a Roberto d'Ávila em 1981, ele disse: "Eu odiava piano, achava coisa de menina, gostava de jogar futebol... Tive um ótimo padrasto que me ajudou muito a me envolver com a música e me convenceu de que piano não era coisa de menina".
Mais adiante na entrevista com Roberto d'Ávila, Jobim fala sobre seus sentimentos em relação à sua criação. Ele menciona uma conversa que teve com um amigo de seu pai, Erico Verissimo, que disse que Tom Jobim deveria estar sombrio pela ausência do pai desde jovem. Jobim disse a d'Ávila: “Fiquei sem pai, agarrado às saias da minha mãe... alguns [homens] têm pais 'excessivos', a presença excessiva dos pais é um problema, mas a ausência do pai também é um problema”. Jobim continuou com d'Ávila, compartilhando que é preciso algo de grande influência para levar alguém a dedicar sua vida à música. Ele disse que “as pessoas que tocam piano bem são todas deficientes”. Ele menciona os problemas de saúde de Sergio Mendes, que teve osteomielite, e de Luiz Eça, que teve poliomielite. “É preciso algo muito forte para fazer você deixar a realidade para trás e começar a compor”, compartilhou Jobim. Ele associa a tristeza na sua juventude como sendo o motor que o motivou a prosseguir na sua carreira musical, dizendo que precisava estar triste para tocar piano e compor. Ele conclui sobre o assunto que, naquele momento de sua vida (a entrevista ocorreu em 1981), não precisava mais ficar triste para fazer música, que ele não estava mais triste como no início de sua carreira.

### Influências musicais
As raízes musicais de Jobim foram firmemente inspiradas na obra de Pixinguinha, o lendário músico e compositor que iniciou a música moderna brasileira na década de 1930. Entre seus professores estavam Lúcia Branco e, a partir de 1941, Hans-Joachim Koellreutter, compositor alemão que viveu no Brasil e introduziu no país a composição atonal e dodecafônica. A mãe de Jobim fundou uma escola onde ele começaria a ter aulas de piano; foi quando conheceu Koellreutter.
Jobim também foi influenciado pelos compositores franceses Claude Debussy e Maurice Ravel, e pelos compositores brasileiros Ary Barroso e Heitor Villa-Lobos, que foi descrito como a "influência musical mais importante" de Jobim.
Entre muitos temas, suas letras falavam sobre amor, autodescoberta, traição, alegria e principalmente sobre os pássaros e as maravilhas naturais do Brasil, como a Mata Atlântica, personagens do folclore brasileiro e sua cidade natal, o Rio de Janeiro. Em um segmento com o Today Show da NBC em 1986, apresentado por Jane Pauley, Jobim fala sobre as origens de inspiração de sua música dizendo: "Minha música vem deste ambiente aqui, você sabe, a chuva, o sol, as árvores, os pássaros, o Peixe".

## Carreira

Tom Jobim e Chico Buarque no Festival Internacional da Canção (FIC), 1968

Na década de 1940, Jobim passou a tocar piano em bares e casas noturnas do Rio de Janeiro e, nos primeiros anos da década de 1950, trabalhou como arranjador no Estúdio Continental, onde gravou sua primeira composição, em abril de 1953, quando o cantor brasileiro Mauricy Moura gravou Incerteza, composição de Jobim, com letra de Newton Mendonça.
Jobim ganhou destaque no Brasil quando se associou ao poeta e diplomata Vinicius de Moraes para compor a música da peça Orfeu da Conceição (1956). A música mais popular do espetáculo foi "Se Todos Fossem Iguais A Você". Mais tarde, quando a peça foi adaptada para o cinema, o produtor Sacha Gordine não quis usar nenhuma das músicas existentes na peça. Gordine pediu a de Moraes e Jobim uma nova trilha sonora para o filme Orfeu Negro (1959). Moraes estava na época em Montevidéu, Uruguai, trabalhando para o Itamaraty (Ministério das Relações Exteriores do Brasil) e por isso ele e Jobim só conseguiram escrever três músicas, principalmente por telefone ("A felicidade", "Frevo" e "O nosso amor"). Essa colaboração foi bem-sucedida e Moraes escreveu as letras de algumas das canções mais populares de Jobim.

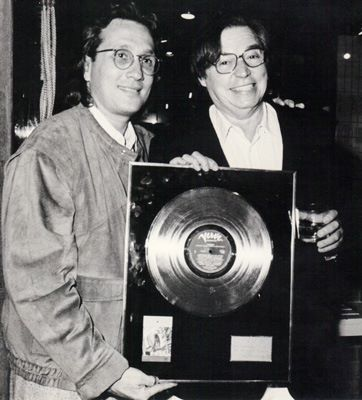
Tom Jobim recebendo o Disco de Ouro pelo álbum Passarim do empresário Alberto Traiger, 1987.

Em 1958, o cantor e violonista brasileiro João Gilberto gravou seu primeiro álbum com duas das canções mais famosas de Jobim, "Desafinado" e "Chega de Saudade". Este álbum inaugurou o movimento musical brasileiro que seria conhecido como bossa nova. As harmonias sofisticadas de suas canções chamaram a atenção de músicos de jazz nos Estados Unidos, principalmente após sua primeira apresentação no Carnegie Hall, em 1962.

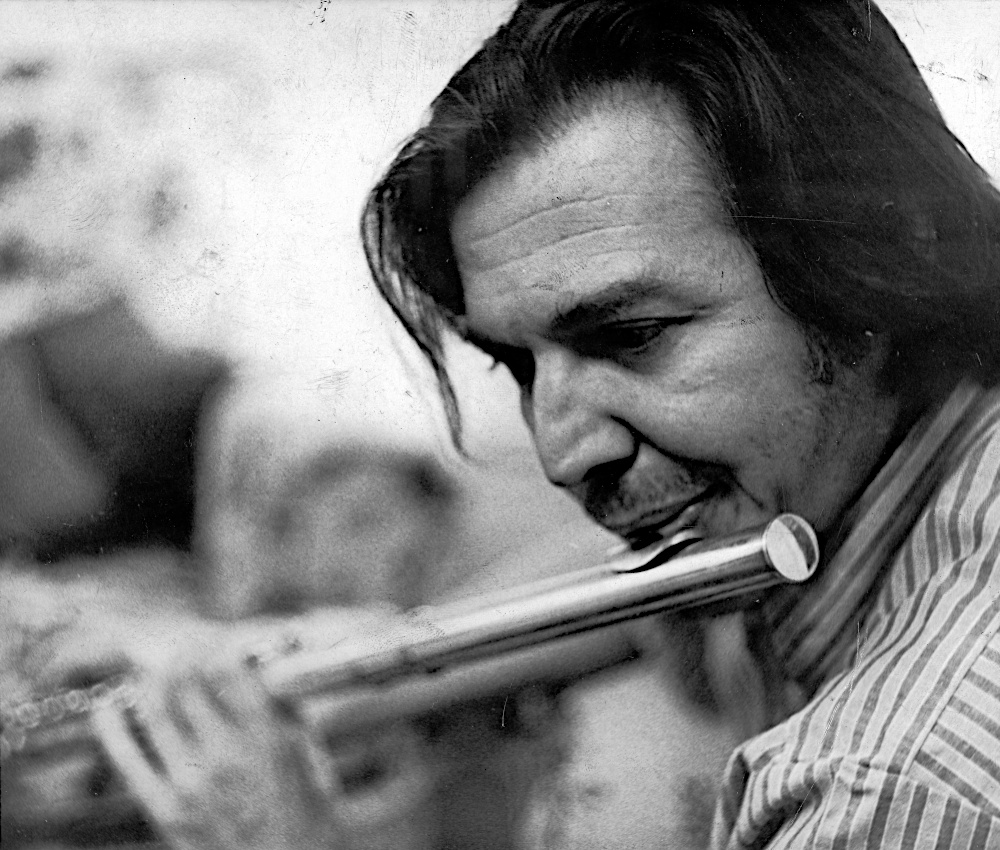
Jobim em 1972

Um acontecimento importante para tornar a música de Jobim conhecida no mundo anglófono foi sua colaboração com o saxofonista de jazz estadunidense Stan Getz, o cantor brasileiro João Gilberto, e a então esposa de Gilberto, Astrud Gilberto, que resultou em dois álbuns, Getz/Gilberto (1963) e Getz/Gilberto Vol. 2 (1964). O lançamento de Getz/Gilberto criou uma onda que tornou a bossa nova muito popular nos Estados Unidos e posteriormente internacionalmente. Getz já havia gravado Jazz Samba com Charlie Byrd (1962) e Jazz Samba Encore! com Luiz Bonfá (1964). Jobim escreveu muitas das canções de Getz/Gilberto, que se tornou um dos discos de jazz mais vendidos de todos os tempos, e transformou Astrud Gilberto, que cantou em "Garota de Ipanema" e "Corcovado"), em uma sensação internacional. No Grammy Awards de 1965, Getz/Gilberto ganhou o Prêmio Grammy de Álbum do Ano, o Prêmio Grammy de Melhor Álbum Instrumental de Jazz e o Prêmio Grammy de Álbum Melhor Produzido, Não Clássico. A música "Garota de Ipanema" ganhou o prêmio Grammy de Gravação do Ano. Entre seus sucessos posteriores está "Águas de Março", 1972), para a qual escreveu as letras em português e inglês, e que foi traduzida para o francês por Georges Moustaki (Les Eaux de Mars, 1973).
Ao falar sobre seu processo criativo ao compor e criar a música Garota de Ipanema, Jobim disse para Roberto d'Ávila em 1981: “Chega para mim de uma forma, depois muda uma ou duas vezes e de repente vira uma coisa que me faz sentido... é como o perfil de uma mulher... o perfil de uma mulher, algo bem perceptível, aí você fala: 'ei, isso é muito lindo...' aí você fica olhando e assim que você olha já se foi, quer dizer, fica parte do passado.” Jobim continua: “Quero dizer, toda vez que você desenha algo que se transforma, é algo estático… aquele retrato permanece para sempre”.

### Colaboração com Elis Regina c. 1974-1982
Jobim e Elis Regina se conheceram em 1974 na cidade de Los Angeles, quando Regina tinha apenas 29 anos e ainda era uma cara nova na indústria musical brasileira. Regina era uma força a ser reconhecida, sendo referida como “furacão” por aqueles que trabalharam com ela e ao seu redor. Os dois artistas se uniram para criar o álbum “Elis & Tom” que inesperadamente se tornaria tremendamente popular nos Estados Unidos, assim como em todo o mundo. Regina e Jobim tiveram uma química criativa especial entre eles que foi notada por aqueles que estavam presentes para testemunhar o processo colaborativo em primeira mão durante aquela época em suas carreiras. Oscar Castro-Neves, guitarrista-produtor que trabalhou com Regina e Jobim no álbum “Elis & Tom” em meados da década de 1970, relembrou em artigo para o Los Angeles Times: “Havia uma linha muito tênue entre 'ensaio' e 'sair', 'só conversar'... foi tudo perfeito”. Pela natureza da relação de trabalho, Regina e Jobim se aproximaram e criaram uma simbiose que se reflete no resultado do trabalho conjunto. Águas de Março representa isso com a letra simulando uma brincadeira de terminar a frase um do outro.

## Vida pessoal
Jobim casou-se com Thereza Otero Hermanny em 15 de outubro de 1949 e teve dois filhos: o arquiteto e músico Paulo Jobim (1950–2022) (pai de Daniel Jobim (nascido em 1973) e Dora Jobim (nascida em 1976)); e a pintora Elizabeth "Beth" Jobim (nascida em 1957). Jobim e Thereza se divorciaram em 1978. Em 30 de abril de 1986, casou-se com a fotógrafa Ana Beatriz Lontra, de 29 anos, com quem teve mais dois filhos: João Francisco Jobim (1979–1998) e Maria Luiza Helena Jobim (nascida em 1987). Daniel, filho de Paulo, seguiu o avô para se tornar pianista e compositor e cantou "Garota de Ipanema" durante a cerimônia de abertura dos Jogos Olímpicos de 2016 no Rio de Janeiro.

## Morte

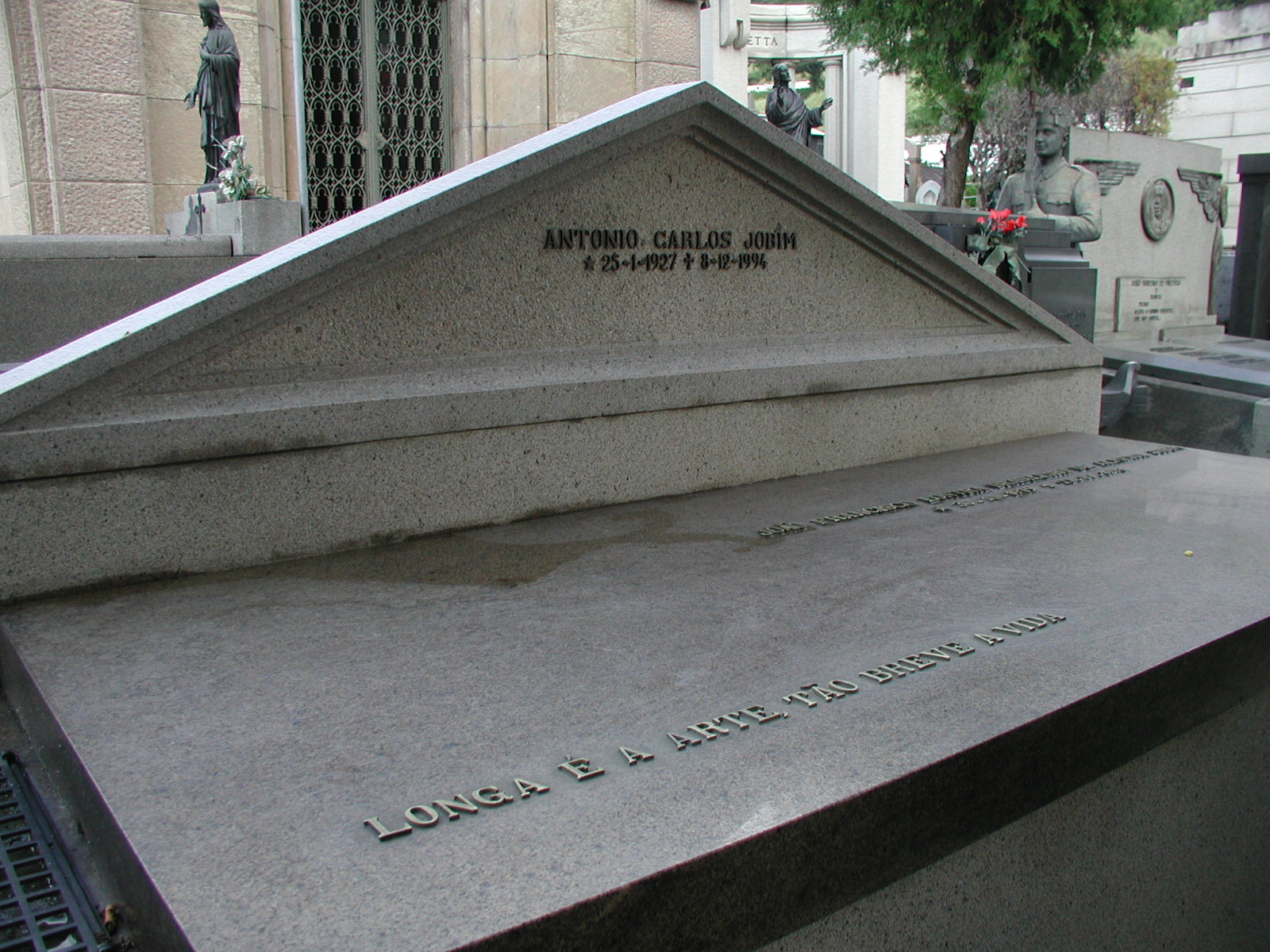
Túmulo de Jobim no Cemitério São João Batista, Rio de Janeiro

No início de 1994, após terminar seu álbum Antonio Brasileiro, Jobim queixou-se ao seu médico, Roberto Hugo Costa Lima, de problemas urinários. Ele foi submetido a uma operação no Hospital Mount Sinai, em Nova York, em 2 de dezembro de 1994. Em 8 de dezembro, enquanto se recuperava de uma cirurgia, teve uma parada cardíaca causada por uma embolia pulmonar, e duas horas depois, outra parada cardíaca, da qual veio a falecer. Ele deixou seus filhos e netos. Seu último álbum, Antonio Brasileiro, foi lançado postumamente três dias após sua morte.
Seu corpo foi sepultado em 20 de dezembro de 1994 no Cemitério São João Batista, no Rio de Janeiro.

## Legado

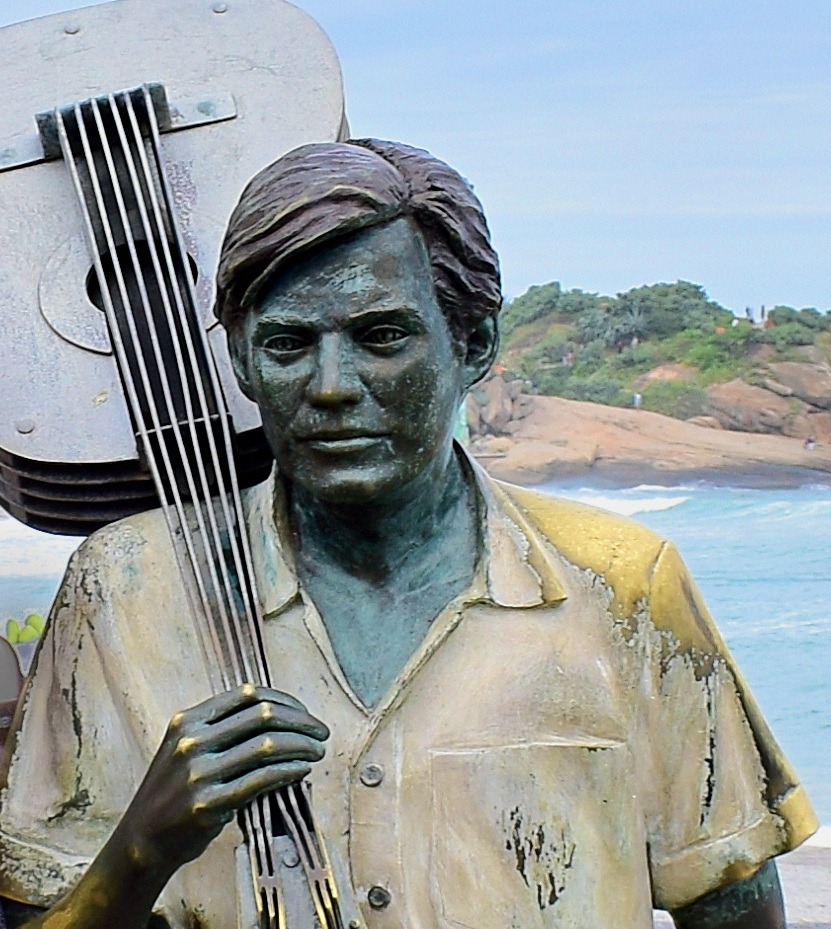
Estátua de Tom Jobim em Ipanema

Jobim é amplamente considerado como um dos compositores mais importantes do século XX. Muitas de suas canções se tornaram padrões de jazz. Os cantores de jazz estadunidenses Ella Fitzgerald e Frank Sinatra destacaram as canções de Jobim em seus álbuns Ella Abraça Jobim (1981) e Francis Albert Sinatra & Antônio Carlos Jobim (1967), respectivamente. O álbum Wave de 1996: The Antonio Carlos Jobim Songbook incluiu apresentações de músicas de Jobim de Oscar Peterson, Herbie Hancock, Chick Corea e Toots Thielemans.
Jobim foi um inovador no uso de estruturas harmônicas sofisticadas na canção popular. Algumas de suas reviravoltas melódicas, como a melodia insistindo na sétima maior do acorde, tornaram-se comuns no jazz depois que ele as usou.
Os colaboradores e intérpretes brasileiros da música de Jobim incluem Vinicius de Moraes, João Gilberto (muitas vezes creditado como co-criador ou criador da bossa nova), Chico Buarque, Edu Lobo, Gal Costa, Elis Regina, Sérgio Mendes, Astrud Gilberto e Flora Purim. Arranjos significativos das composições de Jobim foram escritos por Eumir Deodato, Nelson Riddle e, principalmente, pelo maestro e compositor Claus Ogerman.
Ele ganhou o Lifetime Achievement Award no 54º Grammy Awards em 2012. Como homenagem póstuma, em 5 de janeiro de 1999, a Prefeitura do Rio de Janeiro mudou o nome do Aeroporto Internacional do Galeão, no Rio, localizado na Ilha do Governador, para o nome do compositor. O Aeroporto do Galeão é explicitamente mencionado em sua composição "Samba do Avião". Em 2014, Jobim foi postumamente introduzido no Hall da Fama dos Compositores Latinos. Em 2015, Billboard nomeou Jobim como um dos 30 artistas latinos mais influentes de todos os tempos.
Escrita por Elliott Smith, a nona faixa do álbum de 1994 da banda de rock alternativo Heatmiser, Cop and Speeder, é intitulada "Antonio Carlos Jobim".
O cantor de jazz contemporâneo estadunidense Michael Franks dedicou seu álbum Abandoned Garden, de 1995, à memória de Jobim. O cantor e compositor inglês George Michael frequentemente reconhecia a influência de Jobim. Seu álbum Older, de 1996, foi dedicado a Jobim, e gravou "Desafinado" no Red Hot + Rio (1996) com Astrud Gilberto.
O mascote oficial das Paraolimpíadas de Verão de 2016 no Rio de Janeiro, Tom, recebeu seu nome.

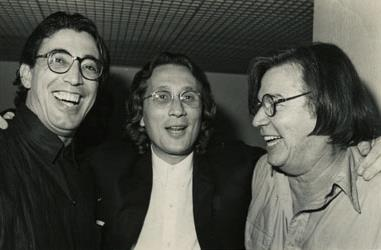
Ivan Lins, Alberto Traiger e Tom Jobim

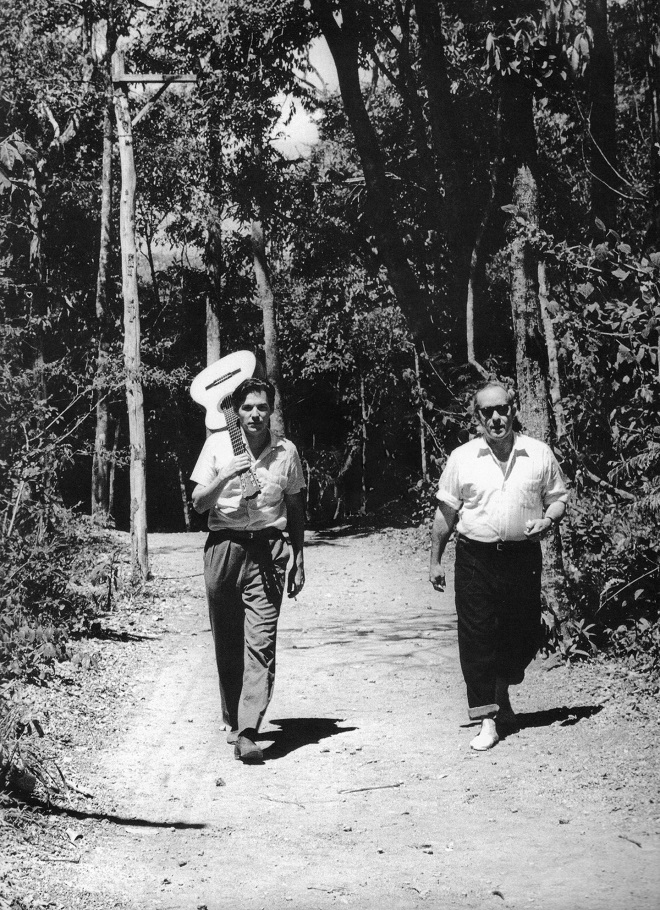
Antônio Carlos Jobim e o letrista Vinícius de Moraes, 1962

Em 2015, uma cratera no planeta Mercúrio foi batizada em sua homenagem pela União Astronômica Internacional.

Clarice Lispector e Tom Jobim

## Discografia

### Álbuns de estúdio

#### Solo
- The Composer of Desafinado, Plays (Verve, 1964)
- Antônio Carlos Jobim (Elenco, 1964), reedição brasileira do álbum acima, com capa e título diferentes.
- The Wonderful World of Antonio Carlos Jobim (Warner, 1964)
- A Certain Mr. Jobim (Warner, 1965)
- Wave (A&M/CTI, 1967)
- Stone Flower (CTI, 1970)
- Tide (A&M/CTI, 1970)
- Matita Perê (Philips, 1973)
- Jobim (MCA, 1973), reedição estadunidense do álbum acima, com capa e título diferentes. A diferença é que contém uma faixa a mais: “Waters of March.[32]
- Urubu (Warner, 1976)
- Terra Brasilis (Warner, 1980)
- Passarim (Verve, 1987)
- Antônio Brasileiro (Columbia, 1994)

#### Com parcerias ou como contribuidor
- Sinfonia do Rio de Janeiro (Continental, 1954), parceira com Billy Blanco.
- Orfeu da Conceição (Odeon, 1956)
- O Pequeno Príncipe (Festa, 1957), um audiolivro cuja trilha sonora foi composta por Jobim.
- Canção do Amor Demais - Elizete Cardoso (Festa, 1958)
- Amor de gente moça - Silvia Telles (Odeon, 1959)
- Chega de Saudade - João Gilberto (Odeon, 1959)
- Por tôda a minha vida - Lenita Bruno (Festa, 1959)
- Brasília - Sinfonia da Alvorada (Columbia, 1960)
- O Amor, o Sorriso e a Flor - João Gilberto (Odeon, 1960)
- João Gilberto - João Gilberto (Odeon, 1961)
- Getz/Gilberto - Stan Getz, João Gilberto (Verve, 1963)
- Jazz Samba Encore! (MGM/Verve, 1963)
- Caymmi visita Tom (Elenco/Polygram/Philips, 1964), parceria com Dorival Caymmi e seus filhos, Danilo Caymmi, Dori Caymmi e Nana Caymmi
- The Astrud Gilberto Album (Verve/Elenco, 1965)
- Garota de Ipanema - vários intérpretes (Philips, 1967), trilha sonora do filme homônimo.
- Antonio Carlos Jobim & Sérgio Mendes (Odeon, 1967), com Sérgio Mendes. Algumas faixas desse álbum foram retiradas do The Wonderful World of Antonio Carlos Jobim.
- Francis Albert Sinatra & Antonio Carlos Jobim (Reprise, 1967)
- The Adventurers (Paramount, 1970), trilha sonora do filme homônimo.
- Sinatra & Company - Frank Sinatra, Antonio Carlos Jobim e Eumir Deodato (Reprise, 1971)
- Elis & Tom (Philips, 1974), parceria com Elis Regina.
- Miucha & Antonio Carlos Jobim - vol. I (RCA, 1977), parceria com Miúcha.
- Miucha & Tom Jobim - vol. II (RCA, 1979), parceria com Miúcha.
- Edu & Tom (Philips, 1981), parceria com Edu Lobo.
- Gabriela (RCA, 1983), trilha sonora original do filme Gabriela, Cravo e Canela.
- O Tempo e o Vento (Som Livre, 1985)

### Compactos
- Disco de bolso - O Tom de Tom Jobim e o tal de João Bosco (Zen Editora, 1972)

### Álbuns ao vivo
- Tom, Vinicius, Toquinho, Miucha - gravado ao vivo no Canecão, Rio de Janeiro (Som Livre, 1977)
- Rio revisited - Tom Jobim & Gal Costa (Verve/Polygram, 1989)
- Tom Canta Vinícius (Universal, 2000)
- Em Minas ao Vivo: Piano e Voz (Biscoito Fino, 2004)
- Ao Vivo em Montreal (Biscoito Fino, 2007)
- Um encontro no Au bon gourmet (Doxy, 2015)

### Compilações
- Antonio Carlos Jobim: Composer (Warner, 1995)
- Sinatra-Jobim Sessions (WEA, 1979)
- Meus Primeiros Passos e Compassos (Revivendo, 1997), coletânea das suas primeiras composições na década de 1950.
- Raros Compassos (Revivendo, 2000), coletânea de gravações raras da década de 1950. Lançado em três volumes.

### Álbuns de tributo
- Onda (3M, 1987), interpretado pelo cantor e compositor Wauke, acompanhado pela banda High Life, formada por Nico Assumpção, Carlos Bala, Ricardo Silveira, Márcio Montarroyos e Luiz Avelar, com produção de Fátima Leão e Lucia Sweet. Indicado ao Prêmio Sharp daquele ano. Em 1996, o disco foi relançado em CD como Wauke canta Jobim.
- The Antonio Carlos Jobim Songbook (Verve, 1994), interpretado por vários artistas, como Ella Fitzgerald, Oscar Peterson e Dizzy Gillespie, incluindo algumas músicas de álbuns que Tom Jobim participou, como o álbum Getz/Gilberto e The Composer of Desafinado, Plays.
- Songbook Instrumental Antonio Carlos Jobim (Lumiar, 1995), álbum duplo interpretado por vários artistas.
- Songbook Antonio Carlos Jobim (Lumiar, 1996), interpretado por vários artistas e lançado em 5 volumes.
- Jobim Sinfônico - OSESP (Biscoito Fino, 2002)